# Kościół Matki Bożej Nieustającej Pomocy w Mszanie Górnej
Kościół Matki Bożej Nieustającej Pomocy w Mszanie Górnej – murowana świątynia rzymskokatolicka we wsi Mszana Górna, pełniący funkcję kościoła parafialnego parafii Matki Bożej Nieustającej Pomocy w Mszanie Górnej prowadzonej przez księży Zmartwychwstańców.
Kościół został zbudowany przez mieszkańców Mszany Górnej w latach 1953-1958. Poświęcony został w 1958. 
Jest to jednonawowa świątynia murowana, z dwuspadzistym dachem krytym blachą, z wieżą na sygnaturkę. Wnętrze kryje drewniany strop płaski.
W ołtarzu głównym znajduje się ikona Matki Bożej Nieustającej Pomocy. Po jego obu stronach znajdują się witraże. Z lewej strony ołtarza ustawiono figurę św. Józefa z Dzieciątkiem, a z prawej chrzcielnicę, ozdobioną płaskorzeźbą przedstawiającą chrzest Jezusa w Jordanie.